# 魏晉玄學
魏晉玄學，為魏晉時代思想主流，與先秦諸子、兩漢經學、隋唐佛學、宋明理學、當代新儒家皆為中國哲學史之重要脈絡。

## 思想背景
兩漢時期，經學尤其是以公羊傳為代表的今文經學獨尊，漢武帝時被列入官方意識形態作為朝廷入仕干祿之門；而步入東漢，雖今古文逐漸彌合趨同，但由於光武帝劉秀本身便以讖緯立國，遂使經學日益讖緯化，以白虎觀會議為經學國教化，神學化之標誌。天人、陰陽、符應等觀念大盛，使學術依附政治，而流於荒誕，深受王充、仲長統、荀悅等人批判；而古文經學雖偏重實證訓詁，但經過賈逵等人的政治調和，日漸讖緯，流於支離。在士人集團中，經歷了黨錮之禍，使本已開始陷入虛矯的東漢氣節更為凋敝噤聲。至漢末魏晉時，儒家經學雖仍為官方學術主流，然玄學風氣則隨名士清談逐漸流行，以《老子》、《莊子》、《易經》為討論張本，喜好討論有無、本末等玄理，論辨深具理致。
漢末，由於天下大亂，劉表於荊州，招致士人，當地局勢大體安定，文士、學者多前往歸附，日漸形成特殊學風，後人研究有稱為荊州學派者。荊州學風，逐漸捨棄象數、吉凶等說法，而改以義理內容為主。
漢代時，氣化思想、宇宙生成論盛行，演述陰陽、天人等論題。而魏晉時期，此類討論漸往形而上學形式發展，以王弼、郭象為其代表。而漢代對人性的討論，逐步發展成為魏晉時「才性」與「人物鑑賞」等論題，其中以劉劭《人物誌》為其代表。當時政治勢力更替，局勢混亂，原有價值體系面臨挑戰，「名教與自然」、「聖人論」亦隨之而起。

## 名義
所謂魏晉玄學，與世俗所謂玄學、玄虛實有不同。觀念應出自《老子》，王弼注《老子》時，曾提出「玄者，物之極也。」「玄者，冥也。默然無有也。」，乃是探索萬物根源、本體等層次的觀念。對於當時所流行的相關論題，魏晉人又稱為「名理」之學，詳加分析事物觀念，考究「形名」、「言意」等論題。

## 論題
玄學重視萬物根源存有等相關論題，深受老莊思想影響，而有深入發展，王弼《老子注》、郭象《莊子注》為魏晉玄學重要論著，更為老、莊最首要注疏。而當時名士詮釋儒家典籍，如何晏《論語集解》、王弼《周易注》、《論語釋疑》、《周易略例》等多以道家思想，援引解釋儒家觀念。會通孔老乃為當時重要議題。

### 自然與名教
竹林玄學時，大多圍繞「自然與名教」辯論。所謂「自然」和「名教」，名教，即封建社會的倫理道德和政治制度等封建文化的總稱；自然，即老莊道家所主張的自然無為原則，指不加一毫外在的人為力量而任其本然的意思。而竹林玄學，即圍繞名教和自然而提出各自的看法。王弼以「本」和「末」形容自然和名教之間的關係。他認為，自然是「本」，名教是「末」。其關係就如「母子」一樣，其主張即為「名教本於自然」。郭象則主張獨化論，主張萬物自生而獨化，每一事物都有自己的「本體」。將其直接應用到人時，就得出每個人都同樣自生而獨化的個體，郭象將其名為「性分」，由此得出「名教即自然」。

## 分期
- 正始玄學（204年~249年）
- 竹林玄學（254年~262年）
- 元康玄學（290年前後）
- 東晉玄學

## 代表人物
- 王弼
- 何晏、夏侯玄
- 竹林七賢：阮籍、嵇康、向秀
- 裴頠
- 郭象
- 張湛